# Jean-Marie Bigard
Pour les articles homonymes, voir Bigard.
 (décembre 2024).
Jean-Marie Bigard, né le 17 mai 1954 à Fontaine-Luyères (Aube), est un humoriste, acteur et réalisateur français.

## Biographie

### Enfance et adolescence
Jean-Marie Bigard naît le 17 mai 1954 à Fontaine-Luyères, il est le quatrième et dernier enfant d'une famille modeste : son père charcutier a dû renoncer à son activité pour raisons de santé ; sa mère est ouvrière chez un sous-traitant de l'industrie automobile. Il passe ses vacances d'été dans une ferme de l'Aube qu'exploitent ses grands-parents maternels, dans « un bonheur sans tache »  et vit avec « tristesse » la rentrée scolaire de mi-septembre.
Allergique aux « contraintes » et à l'« enfermement » de l'école, attaché à sa mère et « trop rétif au travail », il sait parfois se motiver et se montre très sensible aux encouragements. Pouvant réussir et conscient de n'être « pas plus con que les autres », la puberté et la découverte des filles « donnant à la vie quelque chose d'enivrant » le détournant de sa scolarité, il redouble sa classe de quatrième puis est mis en pension dans le collège privé de Mesnil-Saint-Loup. Ses parents font ce sacrifice financier pour lui permettre de réussir, puis comme son frère aîné, à 16 ans, il opte pour un BEP de mécanique générale, en trois ans en lycée technique.
En revanche, son assiduité et sa réussite dans la pratique du handball lui vaudront, seules, les éloges de son frère aîné et la fierté de son père, lorsque, « sélectionné dans l'équipe juniors de la région Nord-Est de la France » qui gagnera un tournoi, il revient médaillé.

### Premières expériences professionnelles
Sa formation en lycée technique terminée, et ne voulant pas devenir ouvrier comme sa mère et ses deux sœurs, « à tenir la cadence » en usine, « à travailler, travailler, en se privant de tout » pour arriver à la cinquantaine usé et brisé, il préfère « ne rien branler », et vit d'expédients et autres petits boulots. D'abord pompiste, il met à profit ses connaissances en mécanique pour organiser un commerce de vieilles  Citroën Traction Avant, avec trois copains ayant échappé eux aussi au service militaire. Ils parcourent la campagne pour racheter les véhicules au fond des granges, les retapent et les revendent à Paris pour trente fois le prix d'achat. En dernier recours il travaille trois mois dans une usine, pour « profiter des indemnités de chômage pendant les neuf suivants ».
Le poste de barman dans un café du centre-ville de Troyes, accepté pour soulager sa mère, gravement malade et hospitalisée, de la honte d'avoir un fils sans métier, confirme ce qu'il avait apprécié à l'école, au cours moyen 2e année : entendre des compliments  sur son travail. Son humour potache qui créait des « attroupements dans la cour de récréation ou dans la classe quand le prof n'est plus là, en grimpant sur son bureau » revient derrière le bar, « à rigoler, à déconner, à veiller à ce que chacun soit content », à faire tout seul « tourner la baraque ».
Il a 20 ans lorsque sa mère meurt d'un cancer du pancréas ; cette « catastrophe monumentale » ne l'empêche pas de réussir à continuer à faire rire les clients du bar, qui « depuis son arrivée ne désemplit plus » mais il plonge dans un état dépressif. Un autre drame survient un an après: l'assassinat de son père dans sa maison, à coups de couteau, par un bûcheron, ex-compagnon de la femme qui partageait sa vie depuis quelque temps. Après ce drame de la jalousie,  relaté par les journaux, il ne survit que grâce aux antidépresseurs, « au handball le week-end » et à son rôle de clown derrière son bar puisque « le pastis, il est le même partout, la seule chose qui change, c'est la gueule du mec qui te le sert ». Cette faculté de faire rire, pour ne pas pleurer et pour qu'on l'aime, ce « bonheur éphémère d'être le boute-en-train » lui apprennent son futur métier de comédien. Il prendra conscience plus tard que c'est la promesse faite à sa mère malade de se mettre à travailler vraiment et la mort de celle-ci qui donneront naissance à sa vie professionnelle. Après deux ans et demi au poste de barman, à 24 ans, malgré les propositions de promotion de brasseurs convaincus de son savoir-faire, sa réputation de handballeur dans la presse locale le motivent pour une formation d'entraîneur.
Sa candidature est acceptée par le Centre régional d'éducation populaire et de sport (CREPS), et, après six mois de formation, il devient maître auxiliaire remplaçant. « Le cancre tombé dans la mécanique par désœuvrement, devenu barman par accident, reconverti dans le professorat » découvre qu'il est un « meneur d'hommes », réussissant à mettre élèves et meneurs dans sa poche. Investi et enthousiaste, il entrevoit pourtant après trois ans que « les gosses finissent par le laminer, et qu'ils font la moue en le voyant arriver ». Durant ces années d'enseignement il a comme élève Raphaël Mezrahi, qu'il conduit au lycée régulièrement après l'avoir pris en stop.
Quittant l'Éducation nationale, il est engagé à nouveau derrière un bar,  à la périphérie de la ville, dans une discothèque dont le propriétaire, sachant qu'il est « le barman le plus coté de Troyes », lui promet une participation de 30 % lors de la revente du bar dans quelques années. Cette activité plus fatigante que le  café, car nocturne, lui fait rencontrer les animateurs d'un petit théâtre du centre-ville, dont Jean-Christophe Le Texier, avec lesquels il monte sur les planches et écrit de petits sketches. Lassé au bout de deux ans et demi par le rythme du travail de nuit, il est soulagé quand le propriétaire lui apprend son projet de vendre la discothèque. Les choses se précipitent à l'occasion de l'incendie de son appartement, vraisemblablement dû à une négligence causée par la nouvelle du décès d'un de ses copains de l'époque du commerce de Traction Avant. Ce drame est suivi de la cession de la discothèque, dont le propriétaire, qui lui avait promis 30 % des parts à son embauche, disparait. Hébergé six mois par un ami dans un bourg près de Troyes, à Buchères, où leur vie « a des allures de carnaval et de feu d'artifice », il va à Paris y tenter sa chance avec appréhension.
Son objectif est de se faire repérer par Philippe Bouvard, grâce à sa connaissance du répertoire de Robert Lamoureux et à ses sketches écrits et joués à Troyes, afin de passer pour la première fois à la télévision française en 1984, dans  Le Petit Théâtre de Bouvard.

### Débuts parisiens difficiles
C'est avec son copain troyen Tex, espérant lui aussi entrer chez Bouvard, qu'il peaufine un nouveau sketch qu'ils présentent ensemble. Sa bonne connaissance du principe et du rythme de l'émission de la deuxième chaîne, acquise pour n'en avoir jamais raté une diffusion, sa confiance après avoir « bien observé les mecs qui s'y présentent », sa conviction de « pouvoir faire aussi bien, et même plutôt mieux », la certitude de devenir « un autre homme une fois sur scène » parce que détenteur d'une « espèce de pouvoir un peu mystérieux » sur les autres, et les vifs encouragements des collaboratrices de Bouvard lors de l'audition de présélection se soldent par une déconvenue : Philippe Bouvard venant à passer le lendemain lors des dernières répétitions avant enregistrement, impose une modification impromptue au sketch, ne mettant dès lors en valeur que Tex interprétant l'automobiliste, et plongeant Bigard dans l'anonymat, relégué dans son rôle de moteur caché aux spectateurs par une couverture. « La France découvre Tex » et son comparse « à la gueule toute grêlée ». Il ne se décourage pas dans son ambition d'obtenir une nouvelle chance donnée par Bouvard et se jette dans l'écriture fébrile d'une cinquantaine de sketches en trois ou quatre mois, durant lesquels il est logé à Paris chez une amie rencontrée jadis lors de ses activités de barman.
Dissuadé sèchement de monter sur scène par Bouvard qui refuse tous ses sketches, celui-ci voyant toutefois en lui un « bon auteur » auquel il conseille « d'écrire pour les autres », il entreprend avec son ami Philippe Hodara, ancien auteur du Petit Théâtre de Bouvard, l'écriture d'un spectacle, Pièces détachées, constitué de sketches faisant intervenir trois comédiens. Brigitte Chardin et Frédéric Darie lui donnent la réplique lors des premières répétitions, et l'aide du père de ce dernier, Jean Darie, pour la mise en scène.
Durant ses premières années à Paris Bigard se présente, comme on le lui conseille, à deux cents castings, mais ne décroche, par pur hasard et juste pour sa « gueule », qu'un petit rôle de figurant, déguisé en Indien dans « une publicité pour le fromage Boursault ».
Le spectacle Pièces détachées, enfin prêt, est présenté sans annonce et sans soutien au théâtre du Point-Virgule, minuscule salle dirigée par Christian Varini, qui assure lui-même la régie. Le public quotidien d'une moyenne de 10 à 15 personnes comble de bonheur Jean-Marie Bigard, fier d’être devenu enfin comédien, pouvant grimper chaque soir sur les planches, même s'il ne gagne pas un sou. Le spectacle ne décollant pas vraiment en un an, les jours sont difficiles, mais il est alors gracieusement aidé au moment du casse-croûte par la patronne du bistro d'en face.
Varini envisage sérieusement de renoncer à maintenir plus longtemps le spectacle, mais il se laisse convaincre de prolonger d'un mois la représentation après remaniement de la mise en scène, qu'il juge, expérience venant, « trop classique pour le café-théâtre ». Un ami de Brigitte Chardin accepte de remonter Pièces détachées, fait s'enchaîner les sketches plus vite, adopte un rythme soutenu pour ne pas laisser « une seconde au public pour reprendre son souffle ». Frédéric Darie quitte le trio, un autre comédien le remplace pour le mois de la dernière chance. Dès les premières représentations, le public rit différemment, plus spontanément. Le bouche à oreille commence à fonctionner au point que l'on compte bientôt une bonne cinquantaine de spectateurs par soirée et que des annonces dans Pariscope et L'Officiel peuvent être payées. Chacun des trois comédiens peut alors gagner 1 000 francs, et Bigard ne regrette pas le sextuple gagné comme barman dans sa discothèque troyenne.
Le succès venant, le spectacle au théâtre du Point-Virgule est prolongé, alors que les comédiens comparses sont une bonne vingtaine à se relayer au cours des deux ans qui suivent. Entre-temps, Le Petit Théâtre de Bouvard s'essouffle et Bigard, convaincu de pouvoir faire mieux que dans son petit théâtre d'« à peine cent mètres carrés », suit avec attention la gestation d'une nouvelle émission annoncée pour janvier 1987, qui serait confiée à Fabrice, sur la troisième chaîne.
Il fait alors la connaissance de Laurent Baffie lors des réunions préparatoires de cette nouvelle émission qui sera baptisée La Classe et qui sera lancée sans sa participation, alors qu'il n'a pas raté une audition. Il accepte mal cette éviction, lui rappelant qu'il avait été laissé sur la touche par Bouvard. Le succès de l'émission est remarquable, et Bigard ronge son frein, mais ce n'est qu'en juin 1987, que l'assistante de Guy Lux, le producteur de La Classe se décide à le contacter.[réf. nécessaire]

### Carrière et ascension

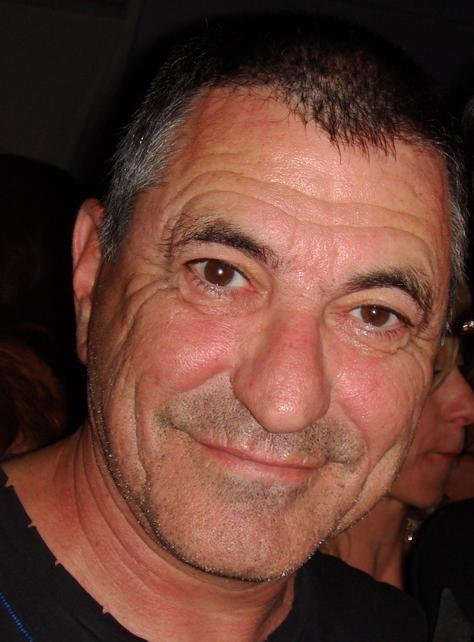
Jean-Marie Bigard en 2008.

Jean-Marie Bigard est révélé au grand public dans La Classe, sur FR3 en 1987. Il écrit cent sketches avec Laurent Baffie, et bien d'autres comme Franck Godard ou Pierre Veys. Au même moment, il écrit quelques sketchs pour les Nuls (alors en pleine gloire sur Canal+ dans Nulle part ailleurs), notamment le célèbre « Toniglandyl ».
Après la décennie des années 1980 des humoristes aux satires politiques du registre de la bouffonnerie contestataire, Bigard confirme sur scène en puisant dans le quotidien les traits d'un comique de personnages et de situation. Son premier spectacle à succès (Vous avez dit Bigard ?, 1988, mis en scène par Franck Godard) au Point-Virgule lui permet de s'installer dans un style « stand-up », dont la caractéristique est de ne pas jouer de sketches, mais de s'adresser au public durant toute la représentation. Se réclamant le fils spirituel de Robert Lamoureux, il touche également au cinéma comme acteur et comme réalisateur, mais également à la chanson, en interprétant des textes grivois et/ou parodiques, à l'image de Massey Ferguson, parodie de Harley-Davidson de Brigitte Bardot. On lui doit également le titre Un poil de cul sur ma savonnette, où il évoque la rupture amoureuse.
Durant les années suivantes entre 1990 et 1993, il présente trois spectacles distincts, mais manquant de nouveautés, car les sketches inédits sont noyés au milieu de ceux connus, même retravaillés et approfondis.
En 1995, il revient avec un spectacle inédit, 100 % Tout Neuf. Vu par près de 300 000 personnes, il s'y attelle à décortiquer « la culture ». Il se joue des philosophes antiques, du roman Les Misérables, du droit et des lois. Sans doute a-t-il été influencé par ses pairs lui affirmant qu'il ne serait jamais célèbre qu'en étant vulgaire et qu'en parlant, principalement, de sexualité. Ainsi, ce spectacle marquera un décalage avec ses autres spectacles. De fait, beaucoup de fans le considéreront comme le plus abouti, et lui-même le désignera comme son plus structuré.
En 2000, il revient avec Bigard met le paquet. Il y parle de sexualité de manière plus crue que jamais. L'affiche, représentant un slip moulant, suscite la polémique, mais le spectacle se démarque par un sketch sur la langue française : un hommage à Robert Lamoureux, et surtout le sketch intitulé « Le parano » différent du reste. Le 28 décembre 2001, il joue la dernière à Bercy, devant 13 000 spectateurs.  Il est parrain de l'association Bouchons d'amour.
Son spectacle Des animaux et des hommes démarre en septembre 2002, il y compare les modes de vie entre différentes espèces d'animaux et les hommes, en abordant notamment la communication et la sexualité. Ce spectacle bat des records d'affluence : la dernière, au stade de France, en juin 2004, réunit 52 000 personnes.
En 2004, l’institut de sondage IFOP le désigne « comique préféré des Français ».
Début 2006, il interprète avec modernité et « à la virgule près » Le Bourgeois gentilhomme de Molière. Il revient, ensuite en octobre, avec un nouveau spectacle Mon psy va mieux, dont l'affiche, à connotation sexuelle, est dans la lignée des précédents. Dans ce huitième spectacle, Bigard se livre au spectateur et révèle ses angoisses et ses douleurs. Il y évoque notamment le jour de sa mort. Les « non-dits » de ce spectacle sont mieux compris lorsqu'on a lu son autobiographie. Il révèle par ailleurs à la même époque être atteint de diabète insulino-dépendant depuis 1997.
Son autobiographie, Rire pour ne pas mourir, paraît le 17 septembre 2007. Jean-Marie Bigard y raconte sa jeunesse, le début de sa carrière, et ses convictions philosophiques. L'année suivante, il incarne Clérambard de Marcel Aymé, dans une mise en scène de Nicolas Briançon. Clérambard, converti après une apparition de Saint François d'Assise, s'acharne à faire le bien lui qui fut auparavant si violent et méprisable. La pièce sera finalement arrêtée, le 31 octobre, deux mois et demi avant l'échéance initialement prévue, faute de spectateurs.
Fin 2009, Bigard revient sur scène avec son neuvième spectacle Super Best Of, la tournée du Patron. Il ne s’agit pas là d’une succession de ses meilleurs sketchs, mais plutôt d’une remémoration de ses meilleurs moments passés sur scène. Il y réinterprète des morceaux de sketchs et répliques cultes. « Le best-of retravaillé ne représente que 38 % du spectacle. J’en profite pour raconter ma vie. Je chante le marasme : voici venu, le temps des li-cen-cie-ments… Je traite de tout ce qui me gonfle, des lois liberticides. Il n’y a pas de tabou ! » Il nomme ce nouveau spectacle Bigard remet le paquet, en référence à son spectacle de 2000. La tournée de ce spectacle se termine début 2011 après une tournée triomphale de plus de cinquante dates.
En octobre 2015, il présente son dernier spectacle Nous les femmes et déclare : « Après trente ans de carrière je me devais de donner la parole aux femmes pour que les hommes en prennent plein la gueule, moi le premier. » À la suite d'une banale opération dentaire, il est victime d'une infection et frôle une septicémie mortelle au point que le 14 août 2016, en représentation à Florac, il s'effondre sur scène.
Il annonce en 2017 son dernier spectacle, Il était une fois : « Je l’annonce : ce sera mon dernier spectacle. Et il est temps que ça se termine, j’ai 63 ans. » qui reprend ses sketchs les plus emblématiques de sa carrière.
Le 3 décembre 2020, lors de l'émission Les Grandes Gueules, il explique être ruiné par les mesures prises par le gouvernement face à la pandémie de Covid-19.
En 2021, au gré de diverses annulations dues à ses prises de position publiques, il part en tournée en province avec Bigard & Friends , puis un Best of de Noël pour novembre et décembre 2021. Il annonce alors : « Dernier spectacle. Et il est temps que ça se termine, j’ai 65 ans. Alors je vais vous offrir le spectacle de ma vie, tous les meilleurs moments de ma carrière », pour une année au palais des Congrès du Futuroscope à Poitiers.

### Vie privée et familiale
En 1990, Jean-Marie Bigard rencontre Claudia, une danseuse d'origine brésilienne de la troupe du Paradis Latin avec laquelle il se marie en 1991. Le couple mène onze tentatives infructueuses de fécondations in vitro et s'éloigne progressivement. Il demande le divorce en 2009, quelques mois après la naissance de leur fils Sasha, issu d'un don d'ovocyte et qui devait avoir un jumeau, qui n'a pas survécu,.
Il officialise ensuite sa relation avec la comédienne Lola Marois, rencontrée quelques années plus tôt et avec qui il était déjà en couple lors de la naissance de son fils (il souhaitait, avec l'accord de Lola Marois, que son épouse d'alors, âgée de 46 ans et ayant des problèmes de santé, puisse avoir un enfant). Son divorce avec Claudia est prononcé en janvier 2011 et Bigard épouse Lola Marois en juin de la même année. Avec elle, il a des jumeaux, nés grands prématurés en novembre 2012, Jules et Bella.

### Engagements politiques et humanitaires
Jean-Marie Bigard soutient le candidat de l’Union pour un mouvement populaire (UMP), Nicolas Sarkozy, à l’élection présidentielle de 2007, puis accompagne celui-ci à Rome pour rencontrer le pape Benoît XVI. Il affirme par la suite regretter ce soutien.
Il parraine l'association Les Bouchons d'amour, qui, grâce au recyclage des bouchons en plastique, finance l'achat de matériel pour les personnes handicapées. Il déclare également, en 2015, avoir financé la construction de cinquante puits au Niger, d'un orphelinat à Madagascar et d'une maternité (baptisée « Sasha-Bigard », du nom de son premier fils) au Burkina Faso. Il prétend avoir donné pendant « cinq années, à lui tout seul, un cinquième [des fonds] qu’il faut pour la recherche sur le cancer ». Il explique aussi que Sarkozy l'avait présenté au pape en 2007 comme « le plus gros donateur individuel français ».
Conscient d'atteindre des milliers d'internautes, il publie fréquemment depuis la fin des années 2010 des vidéos à visée politique, souvent sous forme de « coups de gueule », sur ses réseaux sociaux. En 2018, il intercède ainsi auprès de Brigitte et Emmanuel Macron, après les avoir apostrophé à ce sujet dans une vidéo, pour empêcher la fermeture de la maternité de Guingamp, et obtient en juin 2020 la promesse d'un maintien pour cinq ans. En vue des élections municipales de 2020 à Paris, il annonce sa candidature sur la liste de Marcel Campion en novembre 2019. Il critique la maire socialiste sortante, Anne Hidalgo, notamment sur la hausse de l'endettement de la capitale. Il figure en deuxième place sur la liste « Libérons Paris » dans le 6e arrondissement, qui obtient 56 votes (0,48 % des suffrages) lors du premier tour.
En mai 2020, il se fait remarquer lors de la sortie du confinement dû à la pandémie de Covid-19 lorsqu'il interpelle le gouvernement sur la poursuite de la fermeture des bars et restaurants, dans une vidéo qui obtient une large audience. Cela lui vaut un appel du président lui-même, par l'intermédiaire de Patrick Sébastien ; l'information obtient un grand écho,. La presse le place dans les personnalités populaires qui constitueraient des opposants « populistes » à Emmanuel Macron, potentiellement à l'élection présidentielle à venir, parmi Éric Zemmour, Cyril Hanouna, Didier Raoult ou encore François Ruffin. Il déclare alors à la presse qu'il « pourrait être intéressé » par l'élection présidentielle de 2022. « Parlement et gouvernement, ça finit par 'ment', du verbe mentir. Donc on ne peut pas y arriver comme ça. Le jour où le peuple va vraiment se réveiller, ça va faire très, très mal. Il va falloir que des têtes tombent », avait-il dit la veille dans une vidéo critique du gouvernement.
Cette démarche est comparée à la candidature de Coluche à l'élection présidentielle de 1981,. Les exemples des anciens comiques Beppe Grillo, fondateur d'un parti politique victorieux en Italie, et Volodymyr Zelensky, devenu président de l'Ukraine, sont également cités,. Son potentiel électoral est testé les 28 et 29 mai 2020 par l'Ifop pour Valeurs actuelles. Selon cette enquête, 13 % des sondés sont prêts à voter pour l'humoriste. Cette adhésion est plus forte auprès des Gilets jaunes (32 %), des sympathisants du Rassemblement national (19 %), de ceux de La France insoumise (18 %) et des personnes soutenant les Gilets jaunes sans en être (16 %). En juin, dans un entretien à Society, il déclare une première fois renoncer à se présenter, sans écarter l'idée d'une carrière en politique. Malgré cette déclaration, il égrène sur scène des idées de mesures — réouverture des maisons closes, retour du droit de distiller sa propre eau-de-vie, abrogation du code électoral spécifique de Paris, Lyon et Marseille, etc. —, insulte des membres du gouvernement et appelle fin juillet les maires à lui accorder les 500 « parrainages » nécessaires.
Au cours de l'été 2020, Jean-Marie Bigard se rapproche de certaines figures du mouvement des Gilets jaunes, qu'il a soutenu depuis le début,. Il annonce notamment sa participation à la manifestation nationale du 12 septembre 2020, censée relancer le mouvement après la pause due à la pandémie,,. Le 6 septembre, il annonce officiellement sa candidature à la prochaine élection présidentielle, dans un reportage de l'émission Sept à huit,. Il pense créer une association qui constituerait la base d'un parti politique et écrire un livre de campagne. L'écrivain Philippe Pascot, d'Anticor, lui fait figure de conseiller. Deux jours avant la manifestation, alors qu'il s'était lié avec Jérôme Rodrigues, auprès duquel il comptait défiler en tête de cortège, il se désolidarise de ses propos insultants sur la police, se mettant à dos une partie des Gilets jaunes,. Il se rend malgré tout à un défilé parisien, place de la Bourse, avec deux gardes du corps, où il est insulté et rejeté par une partie de la foule,. Le soir, il reçoit un accueil plus chaleureux lors d'un spectacle à Brest, où il est accueilli par un groupe de Gilets jaunes scandant « Bigard président ! ». Durant ces quelques mois, ses intentions présidentielles sont tournées en dérision dans les médias. Le comédien François Cluzet, alors en promotion d'un film, prend position contre son éventuelle candidature en le qualifiant de « roi des beaufs » qui ne représente pas le peuple,. Après avoir véritablement cru à l'utilité d'une telle campagne, Jean-Marie Bigard renonce définitivement à sa candidature présidentielle le 28 septembre 2020, l'annonçant en direct sur CNews,,. Son épouse Lola Marois et des amis comme Laurent Baffie, Laurent Ruquier et Patrick Sébastien lui ont recommandé de se retirer.

## Controverses

### Registre de langue et opinions
Jean-Marie Bigard est souvent perçu comme vulgaire et grossier. Des controverses surgissent de temps en temps à propos de sa complaisance à se spécialiser dans les grossièretés sexuelles :

« Les murs de Paris sont couverts de mes affiches « Bigard bourre Bercy », avec le fameux slip kangourou du « Paquet » qui conforte ma réputation de comique le plus vulgaire de France. Quand on me demande pourquoi j'éprouve le besoin d'afficher mes couilles (cette fois, d'ailleurs, ce ne sont pas les miennes, mais des balles de tennis), je réponds que je n'ai pas trouvé plus fort pour anéantir d'un coup tous les tabous. »

« […] au Palais des glaces. C'est à ce spectacle que je revendique pour la première fois d'incarner le « vulgaire » […] Moi, il me semble qu'au contraire le vulgaire va me permettre de dire des vérités indicibles, de dédramatiser nos petites misères, de désacraliser les hiérarchies sociales, les positions des uns et des autres, et, au passage, d'apprendre au malheureux à rire de son malheur. Je veux dire qu'une fois à poil nous sommes tous semblables, traversés par les mêmes angoisses, rongés par les mêmes soucis minuscules […] Et pour exprimer notre âme secrète, en bon explorateur que je suis, je vais aller regarder dans le slip. »

Une de ses interventions télévisées concernant les « enculés de gauche » et les « enculés de droite » (provoquée par le vote de la loi d'amnistie des délits politico-financiers) donne d'ailleurs lieu à une intervention à l'Assemblée nationale de la part du ministre de la Communication de l'époque (1991), Georges Kiejman, qui édulcore le propos en parlant des « sodomisés de gauche » et des « sodomisés de droite ». Bigard tournera en dérision ces propos, plus tard dans un de ses spectacles.
En 2010, dans l'émission Les Années bonheur de Patrick Sébastien, le sketch Le Lâcher de salopes (construit comme une métaphore filée) de Jean-Marie Bigard manque d'être déprogrammé pour son « sexisme » et sa « vulgarité » par le CSA. L'animateur choisit de ne pas retirer le sketch, mais France Télévisions est contraint d'ajouter la mention « déconseillé aux moins de douze ans ».[réf. nécessaire]

### Déclarations jugées complotistes
Le 5 septembre 2008, sur Europe 1, il défend la thèse du complot intérieur à propos des attentats du 11 septembre 2001. Il cite notamment les travaux du documentaire Loose Change et soutient que le Pentagone a été frappé par un missile américain et non par un avion,. Ses déclarations déclenchent une polémique. Quelques jours plus tard, par communiqué de presse, il revient sur ses propos. Le 28 octobre 2009, sur France 2, il demande à nouveau l'ouverture d'une nouvelle enquête sur le sujet, invoquant des « points troublants » sur ces attentats.
Le 28 novembre 2020, dans l'émission radiophonique Dans le rétro, sur France Bleu, il s'emporte au sujet de la gestion de la pandémie de Covid-19 par le gouvernement, arguant qu'une dictature est en train d'être instaurée et ajoute qu’« on fait crever nos commerces, on détruit l'industrie mondiale ».
Dans l'émission touche pas à mon poste de Cyril Hanouna, mardi 16 février 2021 il dit que la chloroquine a fait ses preuves.
En mai 2021, lors d'une manifestation se déroulant place du Trocadéro à Paris contre le passe sanitaire prévu par le gouvernement dans le cadre de la pandémie de Covid-19, il insulte le ministre de la Santé, Olivier Véran et l'accuse d'avoir du « sang sur les mains », ainsi que l'ancienne ministre de la Santé Agnès Buzyn. Sur l’obligation d’avoir un passe sanitaire pour accéder à de nombreux lieux de la vie quotidienne (bars, restaurants, hôpitaux, trains et bus pour les trajets de longue distance), il suggère l'idée que le pouvoir exécutif voudrait « coller une étoile jaune pour ceux qui ne sont pas vaccinés ». Ces propos grossiers lui attirent les critiques de la Licra et du ministre de la Justice, Éric Dupond-Moretti.

## Affaires judiciaires

### AffaireBigard Magazineet procès de Jennifer Lawrence
En juillet 2021, Jean-Marie Bigard rencontre pendant quelques semaines un certain succès au sein du mouvement opposé à la politique sanitaire concernant la Covid-19, ce qui fait de lui un influenceur, au point que se diffuse la rumeur d'une éventuelle candidature à l'élection présidentielle. Dans ce cadre, il annonce à ses réseaux l'apparition d'un Bigard Magazine, qu'il présente ainsi : « Mes amis, achetez le magazine Bigard qui est dans tous les kiosques. C’est 200 blagues pour l’été, pour rigoler sur la plage avec des belles filles ». Il s'agit en réalité d'un numéro hors-série du bimestriel érotique King, édité par la société de production Medialyd (dont l'éditeur est Jean-Christophe Florentin), qui s'écoulera à 2 561 exemplaires (sur 40 000 exemplaires tirés). Le magazine est essentiellement constitué de contenu recyclé, et vante en couverture des photos dénudées de l'actrice américaine Jennifer Lawrence. Les photos en question ont en fait été récupérées illégalement sur internet, à la suite d'un piratage de son smartphone en 2014, qui avait déjà entraîné de nombreuses procédures judiciaires aux États-Unis. L'actrice a donc initié une nouvelle procédure judiciaire, avec, comme cela se pratique souvent aux États-Unis, une double procédure au civil et au pénal : le 7 octobre, le tribunal de Nanterre condamne la publication à 20 000 euros d’amende, et le parquet de Créteil est saisi dans la foulée pour « atteinte à l’intimité de la vie privée ». Jean-Marie Bigard ayant été nommé « rédacteur en chef » du magazine (même si celui-ci ne contient quasiment aucun travail de rédaction), c'est lui qui est le responsable moral du contenu.

### Jugé pour diffamation à la suite d'une plainte de son ex-productrice
Début avril 2023, Jean-Marie Bigard est jugé devant le tribunal correctionnel de Draguignan à la suite d'une plainte déposée pour diffamation et injures publiques par Chrystel Camus, son ancienne productrice. L'humoriste a déclaré sur un plateau de radio que Chrystel Camus est « une escroc », tout en utilisant aussi un vocabulaire grossier à son encontre. Il sera finalement relaxé le 10 mai 2023.

## Spectacles
- Pièces détachées, 1984
- Bigard, vous avez dit Bigard ?, 1988
- Oh Ben Oui !, 1990
- Le nouveau Bigard, 1992
- Bigard Intégral, 1993
- 100 % Tout Neuf , 1995
- Bigard met le Paquet, 2000
- Bigard bourre Bercy, 28 décembre 2001 (dernière représentation de Bigard met le Paquet au Palais omnisports de Paris-Bercy)
- Des Animaux et des Hommes, 2002
- Bigard au Stade de France, 18 juin 2004 (dernière représentation de Des Animaux et des Hommes au Stade de France)
- Mon psy va mieux, 2006
- Bigard remet le paquet / La tournée du patron, 2009 (Best-of)
- No 9 de Bigard, 2012
- Bigard fête ses 60 ans, 23 mai 2014 (Best-of)
- 100% Bigard, 2014 (tournée du spectacle Bigard fête ses 60 ans)
- Nous les femmes, 2015
- Il était une fois Jean-Marie Bigard, le spectacle de ma vie, 2018 (Best-of)
- Parole de complotiste, 2022
- J'arrête les conneries, 2023

## Filmographie

### Cinéma

#### Réalisateur
- 1998 : L'Âme-sœur

#### Producteur
- 2000 : Pique-Nique (court-métrage)

#### Scénariste
- 1999 : L'Âme-sœur
- 2008 : Un vrai papa Noël, de José Pinheiro
- 2009 : Le Missionnaire, de Roger Delattre

#### Dialoguiste
- 2009 : Le Missionnaire, de Roger Delattre

#### Voix off
- 2000 : Little Nicky, de Steven Brill : Beefy
- 2007 : New Délire, d'Éric Le Roch : le père de Fanny

#### Acteur
- 1989 : À deux minutes près d'Éric Le Hung : le dépanneur S.O.S
- 1991 : Les Secrets professionnels du Dr Apfelglück d'Alessandro Capone et Stéphane Clavier : Dany, le patron du bistro
- 1996 : Oui d'Alexandre Jardin : Stéphane
- 1997 : Arlette, de Claude Zidi : Victor
- 1997 : Le Clone, de Fabio Conversi : le client du dentiste
- 1997 : Lautrec, de Roger Planchon : Aristide Bruant
- 1998 : L'Âme-sœur, de Jean-Marie Bigard : Remi
- 2001 : La Boîte, de Claude Zidi : Roger
- 2001 : Philosophale, de Farid Fedjer
- 2002 : And now... Ladies and Gentlemen, de Claude Lelouch : le pharmacien et le docteur Lamy
- 2003 : Les Clefs de bagnole, de Laurent Baffie : le directeur de la banque
- 2003 : Les Gaous, d'Igor Sékulic : Dédé
- 2006 : New Délire d'Éric Le Roch : le père de Fanny (voix)
- 2009 : Le Missionnaire, de Roger Delattre : Mario
- 2012 : Un Marocain à Paris, de Saïd Naciri : le Capitaine
- 2016 : Le Cabanon rose, de Jean-Pierre Mocky : le brigadier
- 2016 : Vive la crise, de Jean-François Davy : La Boétie
- 2017 : Chacun sa vie, de Claude Lelouch : Le médecin optimiste

### Séries télévisées et téléfilms
- 1985 : Maguy : (épisode 131 : Mise aux poings)
- 1988 : Palace[73](3e épisode)
- 2003 : Le Dirlo (Téléfilm) : François Ragueneau
- 2006 : Hé M'sieur ! (Téléfilm) : Antoine Charpentier (épisode Des yeux pour entendre)
- 2008 : Un vrai Papa Noël (téléfilm) : Manu
- 2009 : Commissaire Magellan
- 2010 : Le Grand restaurant de Gérard Pullicino (Divertissement)
- 2012 : Nos chers voisins prime-time Avis de tempête
- 2013 : Les Bigard
- 2014 : RIS police scientifique (série TV) : Étienne Carrera (épisode 6, saison 9 : La rat et la danseuse)
- 2017 À votre service (Série TV) - Prime-time spécial Marseille de Florian Hessique : policier
- 2018 : Commissaire Magellan : Franck Saulnier (épisode Le Bassin des grands)
- 2019 : Myster Mocky présente de Jean-Pierre Mocky (épisode Échec aux dames)
- 2020 : Draculi & Gandolfi de Guillaume Sanjorge : chevalier Garbi[74].

### Publicité
- 2008 à 2011 : Tryba[75]
- 2024 : Éconolia

## Émissions de télévision
- Années 1980 :
  - Le Théâtre de Bouvard sur Antenne 2 : participant
  - La Classe sur FR3 : participant
- 1999 : Et vous, vous faites quoi le 31 ? avec Arthur sur TF1
- 2002 et 2015 : Fort Boyard sur France 2 : candidat
- 2011 : Danse avec les stars (saison 1) sur TF1 : candidat
- 2013 : On n'demande qu'à en rire sur France 2 : juré
- 2014 : L'Émission pour tous sur France 2[76] : participant
- 2017 : Un dîner presque parfait sur W9 : guest-star, animation du repas de sa femme Lola, participante à l'émission
- 2020 : La Grosse Rigolade sur C8 : participant
- 2023 : Touche pas à mon poste ! sur C8 : chroniqueur

## Chroniqueur radio
- 2011-2014 : On va s'gêner sur Europe 1
- 2014 - 2015 : Les Pieds dans le plat sur Europe 1
- 2017-en cours : Les Grosses Têtes sur RTL

## Théâtre
- 2006 : Le Bourgeois gentilhomme de Molière, mise en scène Alain Sachs, Théâtre de Paris
- 2008 : Clérambard de Marcel Aymé, mise en scène Nicolas Briançon, Théâtre Hébertot
- 2011 : Le Coup de la cigogne de Jean-Claude Isler, mise en scène Jean-Luc Moreau, Théâtre Saint-Georges
- 2019 : Dernier tour de piste de Jean Franco, mise en scène Olivier Macé et Guillaume Mélanie, tournée puis l'Alhambra (Paris)
- 2021 : Jean-Marie Bigard et Renaud Rutten : Les blagues interdites[77]

## Chansons
- 1992 : Un poil de cul sur ma savonnette (extrait de l'album Plus jamais ça !)
- 1993 : Plus jamais ça ! (album en K7 audio et CD)
- 1988 : Massey Ferguson
- 2001 : La la la
- 2006 : il a tourné dans les clips de Madame Kay « Plaisirs Solitaires » et « Je t'aime » (une reprise de Lara Fabian et la suite du clip de « Plaisirs Solitaires »)

## Publications
- Jean-Marie Bigard et Lionel Duroy, Rire pour ne pas mourir, éd. Oh ! Éditions, 2007, 245 p. (ISBN 978-2-915056-41-9).
- 100 villes 100 blagues, Septième choc éditions, 2010.
- Les lettres de Bigard, Anthologie (broché), 2013.

## Boîtes de jeux et autres
- 1 kg de blagues avec Jean-Marie Bigard, Larousse éditions, 2015
- Une barre de rire avec Jean-Marie Bigard, Larousse éditions, 2016

## Bande dessinée
- Les Aventures de Bigard, scénario de Jean-Marie Bigard, dessins de Jacky Clech', Éditions Jungle

1. Tome 1, 2005  (ISBN 2-87442-095-6)
2. Tome 2, 2006  (ISBN 2-87442-300-9)